# Metaxymorpha apicalis
Metaxymorpha apicalis es una especie de escarabajo del género Metaxymorpha, familia Buprestidae. Fue descrita científicamente por van de Poll en 1886.